# Wilhelm Riehn

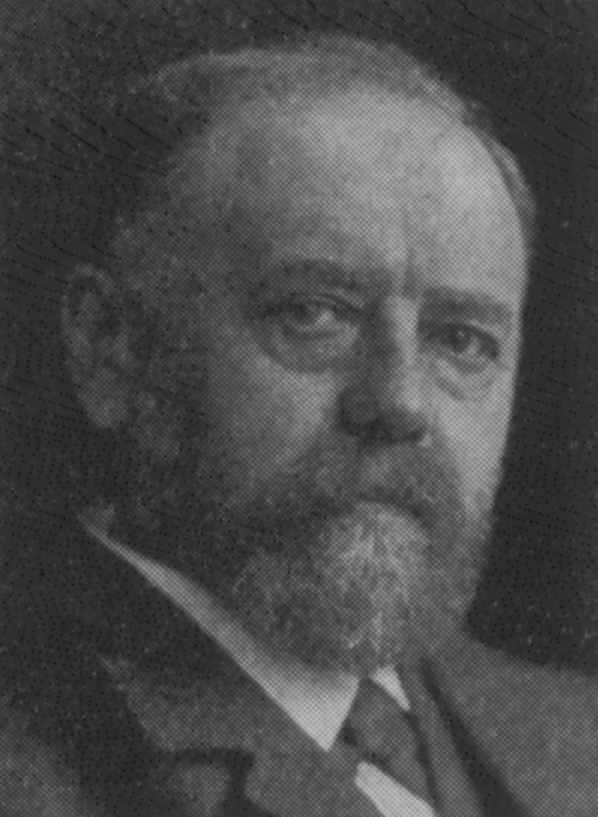
Wilhelm Riehn

Carl Andreas Wilhelm Riehn (* 17. Juni 1841 in Estebrügge; † 24. Dezember 1920 in Hannover) war ein deutscher Baumeister, Maschinen- und Schiffbauingenieur sowie Professor an der Technischen Hochschule Hannover. Er gilt als Wegbereiter des Instituts für Kraftwerkstechnik und Wärmeübertragung (IKW) der Leibniz Universität Hannover.

## Leben
Carl Andreas Wilhelm Riehn wurde zu Beginn der Industrialisierung des Königreichs Hannover im Jahr 1841 in dem kleinen Ort Estebrügge geboren als Sohn des dort praktizierenden Arztes Heinrich Riehn. In Stade besuchte er die Realklassen des dortigen Gymnasiums. Da er sich später zum Schiffbau-Ingenieur ausbilden lassen wollte, arbeitete Riehn nach seinem Schulbesuch zunächst praktisch auf einer Werft für Holzschiffe, dann auch in verschiedenen Maschinen produzierenden Werkstätten. Im Herbst 1860 wechselte er in die Residenzstadt Hannover zu einem dreijährigen Studium an dem seinerzeitigen Polytechnikum und trat 1863 in das in Buckau bei Magdeburg gelegene Werk der Vereinigten Hamburg-Magdeburger Dampfschiffahrtsgesellschaft ein. Hier wirkte er beim Bau eiserner Flussdampfer sowie von Schiffsmaschinen und -kesseln.
Nach der Annexion Hannovers durch Preußen wurde Riehn im Jahr 1868 mit dem Titel als nunmehr preußischer Königlicher Baumeister in das Oberbergamt Clausthal berufen, wo er in der Maschinen- und Bauverwaltung tätig wurde. Doch schon kurz nach der Ausrufung des Deutschen Kaiserreichs machte sich Riehn in der frühen Gründerzeit 1872 als Ingenieur für die Gebiete Berg-, Hütten- und Salinenwesen selbständig und entwarf für den Bezirk des Bergamtes „eine Reihe wichtiger Anlagen“.
1874 gründete Riehn gemeinsam mit Partnern die Firma Riehn, Meinicke und Wolf in Görlitz; das Zivilingenieurbüro zeichnete insbesondere für die Ausführung von Werken der Industrie in den Gebieten Bergbau und Hüttenwesen verantwortlich.
1879 folgte Riehn dem Ruf der Polytechnischen Hochschule in Hannover als Ordinarius für Kraftmaschinen und Schiffbau. Ab 1879/80 nahm er schließlich das gesamte Gebiet des Maschinenbaus wahr, mit Ausnahme des Eisenbahnmaschinenbaus. Ebenfalls ab 1880 wirkte er als „Professor für Schiffbau einschließlich Schiffsmaschinenbau, Bau und Theorie der Kraftmaschinen, Aufzugsmaschinen und Pumpen.“
Im Gründungsjahr 1899 trat Riehn der Schiffbautechnischen Gesellschaft bei.
1907 wurde Riehn der preußische Rote Adlerorden 3. Klasse mit der Schleife verliehen.
Riehn wurde zwar 1910 emeritiert, übernahm während des Ersten Weltkriegs im Jahr 1916 jedoch vertretungsweise das Amt des Lehrers für Wasserkraftmaschinen.
Mehrmals wurde Riehn von der Preußischen Regierung mit Orden ausgezeichnet. So wurde er beim Übertritt in den Ruhestand mit der Verleihung des Königlichem Kronen-Ordens 2. Klasse geehrt.
Der unterdessen mit dem Titel Geheimer Regierungsrat ausgezeichnete Prof. a. D. Wilhelm Riehn wurde am 11. Juni 1913 durch die Technische Hochschule Hannover zum Dr.-Ing. e. h. ernannt.
Wilhelm Riehn war seit 1868 Mitglied im Verein Deutscher Ingenieure (VDI). Dem Hannoverschen Bezirksverein des VDI, dem er 1883 vorsaß, gehörte er seit seiner Berufung an die Hochschule an. Dieser ernannte ihn 1906 zu seinem Ehrenmitglied.
Der am 24. Dezember 1920 verstorbene Wilhelm Riehn wohnte laut dem Adreßbuch, Stadt- und Geschäftshandbuch von Hannover von 1920 zuletzt im Haus Am Taubenfelde 25 in der Bel Etage im 1. Stockwerk des Gebäudes, während der gleichnamige Kinderarzt und Oberarzt der Hannoverschen Kinderheilanstalt Wilhelm Riehn unter der Adresse Seelhorstraße 45 seinerzeit bereits mit eigenem Telefonanschluss erreichbar war.

## Schriften (Auswahl)
- Die Berechnung des Schiffswiderstandes, Hannover: Hahnsche Hofbuchhandlung und Verlag, 1882